# Comunità montana Valle Ossola
La Comunità montana Valle Ossola è un ex comprensorio montano, soppresso nel 2009, che raccoglieva dodici comuni della bassa Val d'Ossola, compresi tra Domodossola e Ornavasso. 

## Storia
A partire dal gennaio 2010 la comunità montana è confluita, insieme a tutte le altre comunità della Val d'Ossola, nella nuova Comunità montana delle Valli dell'Ossola.
I comuni appartenenti erano: Ornavasso e Mergozzo, che si trovano all'imbocco della valle, Anzola d'Ossola, Beura-Cardezza, Domodossola, Masera, Pallanzeno, Premosello-Chiovenda e Vogogna, che si trovano lungo il corso del Toce, mentre Bognanco e Trontano si trovano in posizione elevata attorno al capoluogo. 
Suo scopo principale era quello di favorire lo sviluppo della valle e dei comuni coinvolti nella salvaguardia del patrimonio ambientale e culturale proprio.
La sede della Comunità montana si trovava a Domodossola.